# Team Jayco AlUla
Team Jayco AlUla (código UCI: JAY) é uma equipa de ciclismo profissional australiana de categoria UCI WorldTeam, iniciando desde a temporada de 2012, sendo a primeira equipa de dito país em conseguir a máxima categoria do ciclismo mundial.

## História

### Lançamento e objetivos
O projeto de equipa foi lançada em janeiro de 2011 em Adelaide pelo diretor Shayne Bannan, onde expressou a sua aspiração a obter uma licença UCI ProTeam. Dita aspiração sorteou o primeiro passo em outubro de 2011, ao ser avaliado pela UCI como uma das 15 equipas com mais valor desportivo de acordo com os contratos que realizou. Depois da avaliação de critérios éticos, financeiros e administrativos finalmente foi aceite por um período de 2 anos (2012-2013) num comunicado emitido pela UCI a 5 de dezembro de 2011.
Neil Stephens, (exdiretor de equipa espanhola Caisse d'Epargne) que também se vinculou ao projecto aseverou num princípio que a equipa entrava no ciclismo para ficar vários anos, mas que o primeiro passo era conseguir a licença UCI ProTeam e disputar o Tour de France em 2012 ainda que no objectivo não estaria o ganhar já que a equipa precisava madurar e não contava com um corredor que pudesse brigar pelo primeiro lugar. Mas esperava-se formar uma boa equipa competitiva que conseguisse se destacar nas clássicas de primavera como a Volta à Flandres, Paris-Roubaix ou as Clássicas das Ardenas.

### Acordos com patrocinadores
No lançamento do projeto aclarou-se que o primeiro objetivo era o de conseguir patrocinadores, já que sejam na Austrália ou no estrangeiro. Esses acordos foram chegando e em abril assinou-se com a marca italiana de roupa Santini um acordo por 3 anos. Também se assinou com Scott como provedor de bicicletas, e estas foram apresentadas em junho.
A primeira parte da temporada de 2012 até mês de maio, a equipa foi chamada GreenEDGE Cycling Team. Depois de um acordo com a empresa Orica Limited passou a denominar-se Orica GreenEDGE desde o início do Giro d'Italia de 2012.

### 2012: Primeira temporada exitosa
O australiano Simon Gerrans converteu-se no novo líder da equipa em 2012. A primeira apresentação da equipa foi a 1 de janeiro, numa clássica australiana, a Jayco Bay Cycling Classic, como preparação para a primeira corrida do UCI WorldTour, o Tour Down Under. Simon Gerrans deu-lhe o primeiro triunfo à equipa ao triunfar na classificação geral. Gerrans também lhe deu o primeiro triunfo na primeira clássica da temporada, a Milão-Sanremo e no Grande Prêmio de Quebec. Além das vitórias de Gerrans, Michael Albasini ficou com a Volta à Catalunha e uma etapa da Volta à Suíça. Outras vitórias de etapa destacadas da equipa foram as de Daryl Impey (Volta ao País Basco), Luke Durbridge (Critério do Dauphiné), Svein Tuft (Eneco Tour) e Aidis Kruopis (Volta à Polónia). A isto se somou as vitórias nas contrarrelógio por equipas da Tirreno-Adriático e o mencionado Eneco Tour.
Nas Grandes Voltas, obteve triunfos de etapa no Giro d'Italia e a Volta a Espanha com Matthew Goss e Simon Clarke.
Ao todo obtiveram-se 33 vitórias ao longo do ano, 15 delas no UCI World Tour e o resto nos Circuitos Continentais (basicamente o europeu) e os campeonatos nacionais. Foi a quarta equipa com mais vitórias da temporada, só superado pelo Sky, o Omega Pharma-Quick Step e o Liquigas-Cannondale.
Quanto ao UCI WorldTour, ocupou a sexta posição na classificação por equipas e a mesma praça foi para Simon Gerrans na individual.

### 2013: Primeira camisola amarela

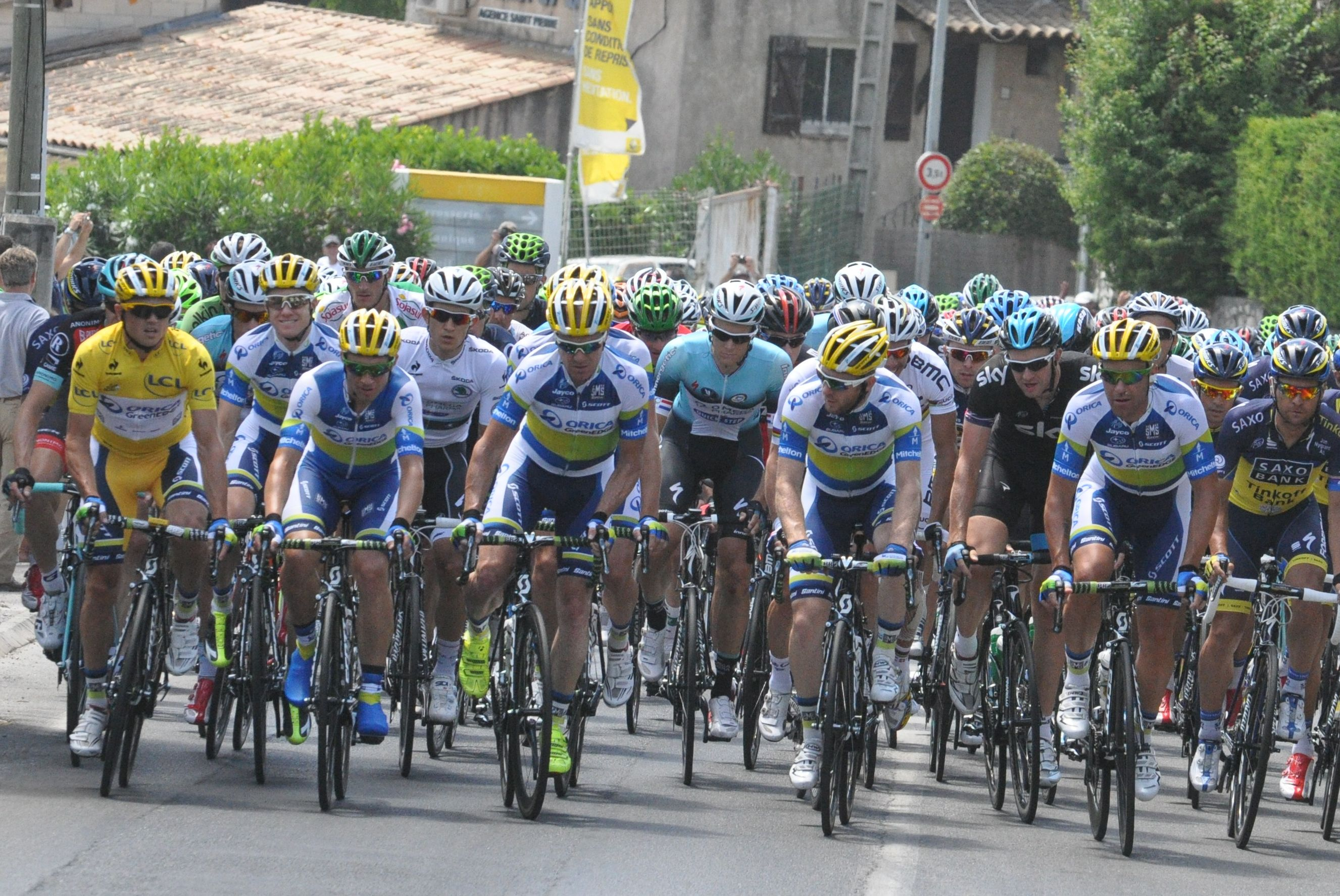
Orica GreenEDGE encabeçando o pelotão na 5.ª etapa do Tour de France de 2013.À esquerda Gerrans de amarelo.

Para a temporada de 2013, manteve-se ao mesmo modelo do ano anterior. Somente contratou-se a Michael Matthews, proveniente do Rabobank.
Os primeiros triunfos chegaram a princípios de janeiro da mão de Luke Durbridge, quem se coroou campeão da Austrália, tanto no estrada como Campeonato da Austrália de Ciclismo Contrarrelógio. As primeiras vitórias em corridas foram no final de janeiro com Svein Tuft no Tour de San Luis e Simon Gerrans no Tour Down Under, estreando o palmarés da equipa no UCI WorldTour de 2013.
Conquanto durante março e abril conseguiram-se vitórias na Paris-Nice, Tirreno-Adriático, Volta à Catalunha e Volta ao País Basco, a equipa ficou no deve com as clássicas de primavera, onde o único destacable foi o terceiro lugar de Simon Gerrans na Amstel Gold Race. O mesmo ocorreu durante o Giro d'Italia onde a equipa passou sem maior destaque. Em junho voltaram à vitória com Cameron Meyer na 1.ª etapa da Volta à Suíça.
Com Simon Gerrans como chefe de fileiras chegou-se ao Tour de France. Na primeira semana foi o melhor da equipa, onde Gerrans ganhou a 3.ª etapa e ao dia seguinte o Orica GreenEDGE ganhou a contrarrelógio por equipas em Nice por só um segundo. Assim Gerrans vestiu a camisola amarela, marcando um facto histórico para a equipa australiana, onde ademais Daryl Impey e Michael Albasini se encontravam 2.º e 3.º com o mesmo tempo. Na 6.ª etapa com chegada em Montpellier, um corte de tempo dos primeiros 16 ciclistas do pelotão, fez que Gerrans cedesse a camisola de líder a Daryl Impey. O sul-africano sustentou a liderança mais dois dias, até primeira etapa de montanha em que perdeu a camisola definitivamente.
Em agosto Pieter Weening ganhou o Volta à Polónia e posteriormente Michael Matthews ganhou duas etapas da Volta a Espanha, a 5.ª em Lago de Sanabria e a última em Madri.
O projeto de ir evoluindo da pouco, com vista a procurar triunfos em voltas e etapas de montanha, se começou a gerir em agosto de 2013, quando foi anunciado o contrato para 2014 do campeão italiano de estrada Ivan Santaromita. Poucos dias depois foi contratado o escalador colombiano Esteban Chaves.

### 2014: Liège com Gerrans e primeira maglia rosa
Nas Clássicas das Ardenas conseguem seu segundo monumento ciclista da mão de Simon Gerrans na Liège-Bastogne-Liège, após a Milão-Sanremo conseguida no 2012 pelo mesmo Gerrans. No Giro d'Italia conseguem ganhar a primeira etapa, a qual era uma contrarrelógio por equipas e se vestem de rosa com o canadiano Svein Tuft, na segunda etapa a liderança lhe fica a Michael Matthews, o qual utiliza a camisola durante seis jornadas. Igualmente na Volta a Espanha o mesmo Matthews viste-se de líder durante um dia.
Em setembro deram um recital nas clássicas do Canadá ao levar-se o Grande Prêmio de Quebec e dois dias depois o Grande Prêmio de Montreal com Gerrans. Nos campeonatos mundiais levaram-se a medalha de prata na crono por equipas e na rota elite com Gerrans, quem acabou terceiro na classificação final do UCI WorldTour.

### 2016
No final de junho confirmou-se que o patrocinador (Orica Mining Services) não continuaria patrocinando a equipa para o 2016, por isso o diretor geral anunciou que a equipa correrá o que resta da temporada com um novo kit e um novo nome denominado Orica-BikeExchange, começando com um novo logotipo em sua camisola desde o Tour de France. Para inícios deste ano começam com pé direito no Giro d'Italia, com o segundo posto na geral individual do escalador colombiano Esteban Chaves quem teve a camisa rosa de líder por um dia e uma etapa. Também com o inesperado quarto posto na geral de Adam Yates no Tour de France, e a camisa dos jovens. Na Volta a Espanha de 2016 a equipa ganhou 4 etapas: 2 com Magnus Cort, incluindo a última, uma de Simon Yates e uma de Jens Keukeleire . E também o terceiro posto de Esteban Chaves e o sexto lugar de Simon Yates.

### 2017
A equipa a partir desta temporada muda novamente de nome a Orica-Scott, a empresa suíça de bicicletas Scott tem sido o patrocinador oficial da equipa desde a sua criação como a primeira equipa mundial da Austrália. O seu crescente compromisso com o ciclismo tem conseguido que a partir de 2017 tanto as equipas masculinas e femininos compartilhem o mesmo nome pela primeira vez na história.

## Corredor melhor classificado nas Grandes Voltas
| Ano  | Giro d'Italia         | Tour de France       | Volta a Espanha      |
| ---- | --------------------- | -------------------- | -------------------- |
| 2012 | 121.º Fumiyuki Beppu  | 72.º Pieter Weening  | 77.º Simon Clarke    |
| 2013 | 37.º Pieter Weening   | 68.º Simon Clarke    | 69.º Simon Clarke    |
| 2014 | 154.º Michael Hepburn | 67.º Jens Keukeleire | 41.º Esteban Chaves  |
| 2015 | 55.º Esteban Chaves   | 50.º Adam Yates      | 5.º Esteban Chaves   |
| 2016 | 2.º Esteban Chaves    | 4.º Adam Yates       | 3.º Esteban Chaves   |
| 2017 | 9.º Adam Yates        | 7.º Simon Yates      | 11.º Esteban Chaves  |
| 2018 | 17.º Mikel Nieve      | 23.º Mikel Nieve     | 1.º Simon Yates      |
| 2019 | 8.º Simon Yates       | 29.º Adam Yates      | 10.º Mikel Nieve     |
| 2020 | - NTS-10              | 9° Adam Yates        | 13° Mikel Nieve      |
| 2021 | 3.º Simon Yates       | 13.º Esteban Chaves  | 31.º Mikel Nieve     |
| 2022 | 13.º Lucas Hamilton   | 22.º Nick Schultz    | 55.º Lawson Craddock |
| 2023 | 7.º Edward Dunbar     | ·                    | ·                    |

Convenções:
- NTS-N: Não tomou a saída para a etapa "N"

## Equipa feminina
A equipa conta com uma equipa feminina profissional, o Mitchelton Scott, em ativo desde 2012.

## Material ciclista
A equipa utiliza bicicletas Giant, componentes Shimano e equipamento desportivo Giordana Sports.

## Classificações UCI

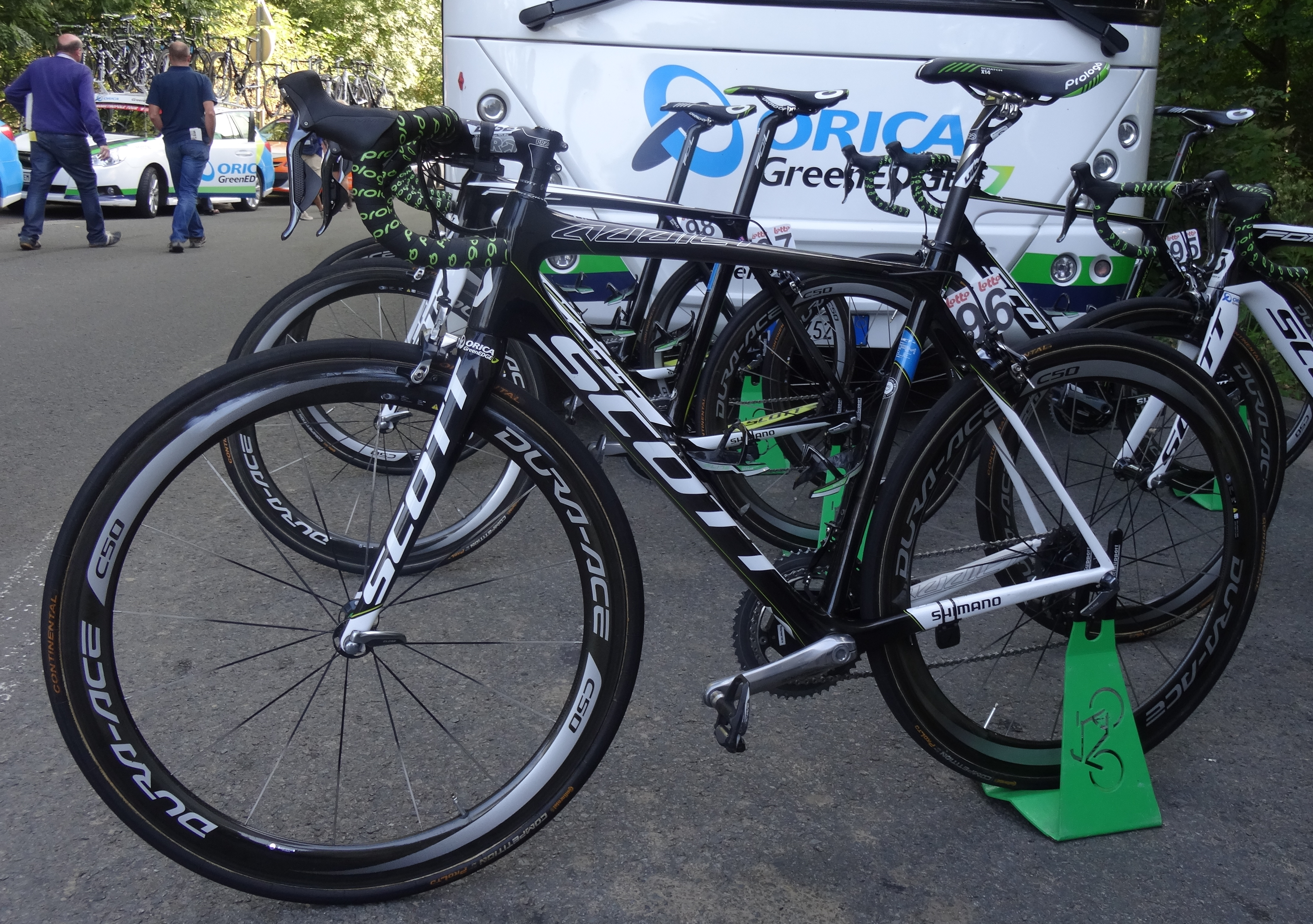
Bicicletas da equipa no Tour de Eurométropole 2014.

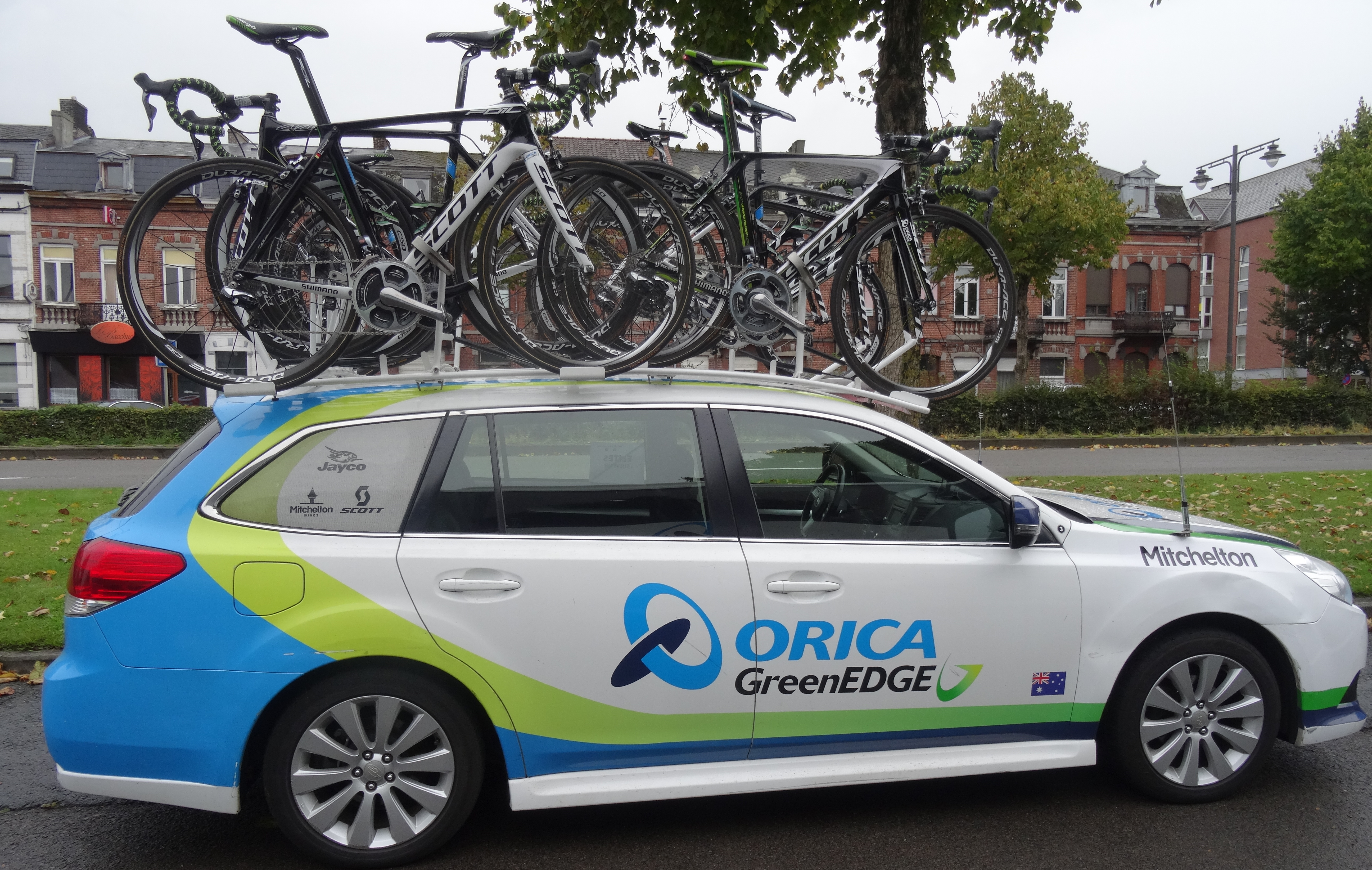
Veículo e bicicletas que utiliza a equipa.

A partir de 2005 a UCI instaurou o circuito profissional de máxima categoria, o UCI ProTour e elaborava um ranking de classificação dos ciclistas e equipas profissionais. Depois de discrepâncias entre a UCI e as Grandes Voltas, em 2009 teve-se que refundar o UCI ProTour numa nova estrutura chamada UCI World Ranking, formada por corridas do UCI World Calendar; e a partir do ano 2011 unindo na denominação comum do UCI WorldTour.
As classificações da equipa e seu melhor ciclista no WorldTour são as seguintes:
| Ano  | Classificação por equipas | Melhor corredor na classificação individual | Posição |
| 2012 | 6.º                       | Simon Gerrans                               | 6.º     |
| 2013 | 13.º                      | Pieter Weening                              | 25.º    |
| 2014 | 5.º                       | Simon Gerrans                               | 3.º     |
| 2015 | 8.º                       | Michael Matthews                            | 20.º    |
| 2016 | 5.º                       | Esteban Chaves                              | 9.º     |
| 2017 | 7.º                       | Michael Albasini                            | 33.º    |
| 2018 | 5.º                       | Simon Yates                                 | 1.º     |
| 2019 | 8.º                       | Adam Yates                                  | 18.º    |
| 2020 | 11.º                      | Simon Yates                                 | 27.º    |
| 2021 | 19.º                      | Simon Yates                                 | 36.º    |
| 2022 | 16.º                      | Michael Matthews                            | 11.º    |

## Palmarés
Para anos anteriores, veja-se Palmarés da Team Jayco AlUla

### Palmarés 2023

#### UCI WorldTour
| Datas           | Corridas                     | Vencedor          |
| 22 de janeiro   | 5.ª etapa do Tour Down Under | Simon Yates       |
| 24 de fevereiro | 5.ª etapa do UAE Tour        | Dylan Groenewegen |
| 8 de maio       | 3.ª etapa do Giro d'Italia   | Michael Matthews  |
| 25 de maio      | 18.ª etapa do Giro d'Italia  | Filippo Zana      |

#### UCI ProSeries
| Datas      | Corridas                     | Vencedor          |
| 10 de maio | 1.ª etapa do Volta à Hungria | Dylan Groenewegen |

#### Circuitos Continentais da UCI
| Datas         | Circuito                | Corridas                            | Vencedor          |
| 30 de janeiro | UCI Asia Tour de 2023   | 1.ª etapa do Volta à Arábia Saudita | Dylan Groenewegen |
| 19 de março   | UCI Europe Tour de 2023 | Per sempre Alfredo                  | Felix Engelhardt  |
| 20 de maio    | UCI Europe Tour de 2023 | Veenendaal Veenendaal Classic       | Dylan Groenewegen |

#### Campeonatos nacionais
| Datas | Corridas | Vencedor |

## Elenco
Para anos anteriores, veja-se Elencos da Team Jayco AlUla

### Elenco de 2023
| Nome                    | Nascimento | Nacionalidade  | Equipa de 2022                      |
| Alexandre Balmer        | 04/05/2000 | Suíça          | Team BikeExchange-Jayco             |
| Welay Berhe             | 22/10/2001 | Etiópia        | EF Education-NIPPO Development Team |
| Kevin Colleoni          | 11/11/1999 | Itália         | Team BikeExchange-Jayco             |
| Lawson Craddock         | 20/02/1992 | Estados Unidos | Team BikeExchange-Jayco             |
| Alessandro De Marchi    | 19/05/1986 | Itália         | Israel-Premier Tech                 |
| Edward Dunbar           | 01/09/1996 | Irlanda        | Ineos Grenadiers                    |
| Luke Durbridge          | 09/04/1991 | Austrália      | Team BikeExchange-Jayco             |
| Felix Engelhardt        | 19/08/2000 | Alemanha       | Tirol KTM Cycling Team              |
| Tsgabu Grmay            | 25/08/1991 | Etiópia        | Team BikeExchange-Jayco             |
| Dylan Groenewegen       | 21/06/1993 | Países Baixos  | Team BikeExchange-Jayco             |
| Lucas Hamilton          | 12/02/1996 | Austrália      | Team BikeExchange-Jayco             |
| Chris Harper            | 23/11/1994 | Austrália      | Jumbo-Visma                         |
| Michael Hepburn         | 17/08/1991 | Austrália      | Team BikeExchange-Jayco             |
| Amund Grøndahl Jansen   | 11/02/1994 | Noruega        | Team BikeExchange-Jayco             |
| Christopher Juul-Jensen | 06/07/1989 | Dinamarca      | Team BikeExchange-Jayco             |
| Jan Maas                | 19/02/1996 | Países Baixos  | Team BikeExchange-Jayco             |
| Michael Matthews        | 26/09/1990 | Austrália      | Team BikeExchange-Jayco             |
| Luka Mezgec             | 27/06/1988 | Eslovênia      | Team BikeExchange-Jayco             |
| Kelland O'Brien         | 22/05/1998 | Austrália      | Team BikeExchange-Jayco             |
| Jesús David Peña        | 08/05/2000 | Colômbia       | Team BikeExchange-Jayco             |
| Rudy Porter             | 15/12/2000 | Austrália      | Trinity Racing                      |
| Lukas Pöstlberger       | 10/01/1992 | Áustria        | Bora-Hansgrohe                      |
| Blake Quick             | 26/02/2000 | Austrália      | Trinity Racing                      |
| Elmar Reinders          | 14/03/1992 | Países Baixos  | Team BikeExchange-Jayco             |
| Callum Scotson          | 10/08/1996 | Austrália      | Team BikeExchange-Jayco             |
| Matteo Sobrero          | 14/05/1997 | Itália         | Team BikeExchange-Jayco             |
| Campbell Stewart        | 12/05/1998 | Nova Zelândia  | Team BikeExchange-Jayco             |
| Zdeněk Štybar           | 11/12/1985 | Chéquia        | Quick-Step Alpha Vinyl Team         |
| Simon Yates             | 07/08/1992 | Reino Unido    | Team BikeExchange-Jayco             |
| Filippo Zana            | 18/03/1999 | Itália         | Bardiani-CSF-Faizanè                |